# Shin Bet
Shabak (hebreiska: שבכ en akronym av Sherut ha-Bitachon ha-Klali (hebreiska: שירות הביטחון הכללי), bokstavligt "Allmänna säkerhetstjänsten", mer känt som Shin Bet, är säkerhetspolisen i Israel. Dess motto är מגן ולא יראה; fritt översatt: "försvarare (sköld) som inte ska ses". Säkerhetspolisen har cirka 5 000 anställda.
Det är Shin Bet som sköter statens säkerhet, spårar terrorister, förhör dem, motverkar spionage i Israel, skyddar ambassader och viktiga personer. Chefen för Shin Bet är direkt underställd Israels premiärminister och dennes kansli. Shin Bet bildades 1949, men föregicks av andra organisationer. Shin Bet arbetar mest med HUMINT.

## Chefer

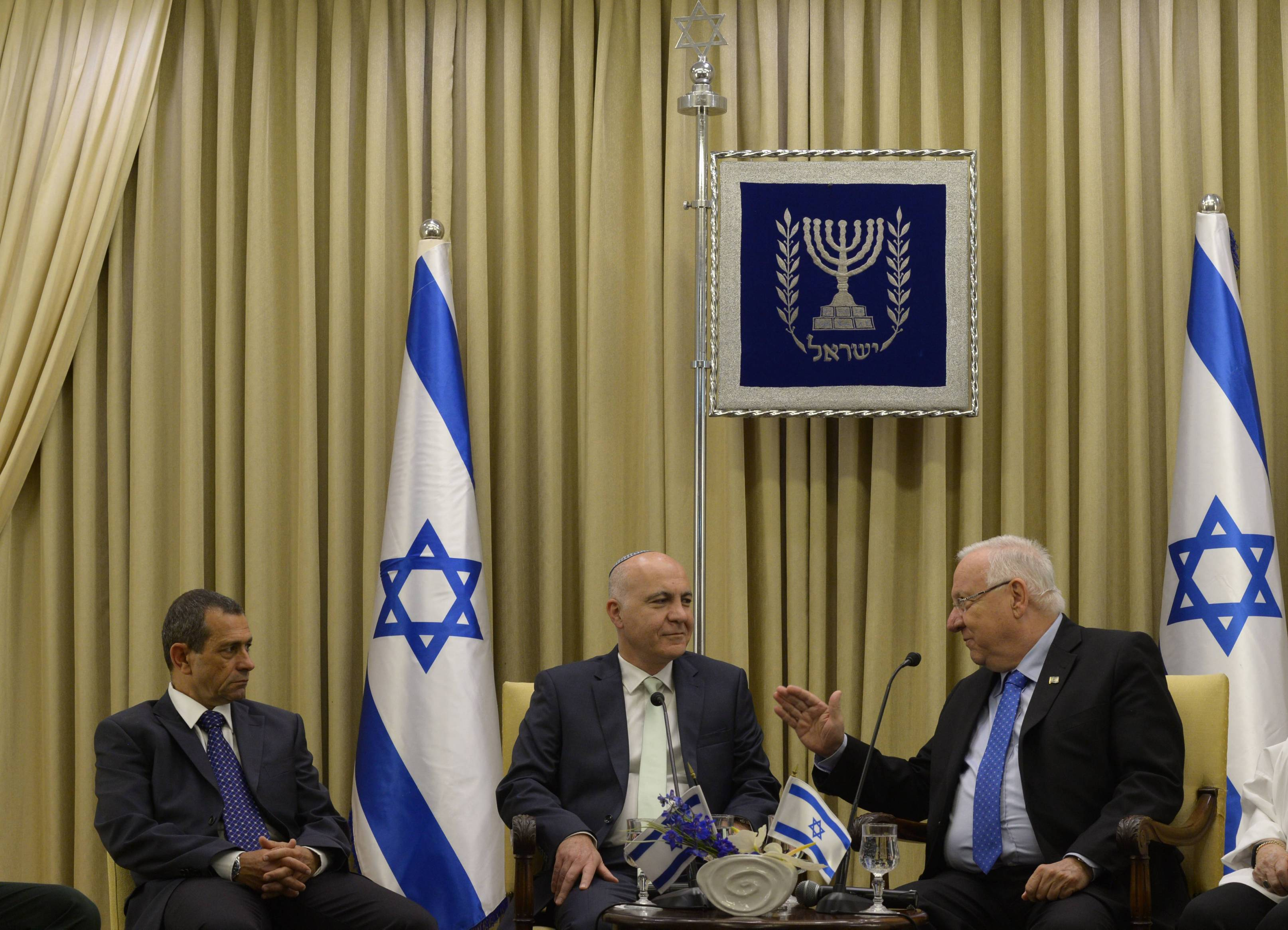
Israels president Reuven Rivlin med Yoram Cohen och Nadav Argaman, 2016.

- Isser Harel (1948–1952)
- Izi Dorot (1952–1953)
- Amos Manor (1953–1963)
- Yossef Harmelin (1964–1974)
- Avraham Ahituv (1974–1981)
- Avraham Shalom (1981–1986)
- Yossef Harmelin (1986–1988)
- Yaakov Peri (1988–1994)
- Carmi Gillon (1995–1996)
- Ami Ayalon (1996–2000)
- Avi Dichter (2000–2005)
- Yuval Diskin (2005–2011)
- Yoram Cohen (2011–2016)
- Nadav Argaman (2016–2021)
- Ronen Bar (2021–)